# لسکوواتس (زایچار)
لسکوواتس (به صربی: Leskovac) یک منطقهٔ مسکونی در صربستان است که در ناحیه زایچار واقع شده‌است. لسکوواتس ۱۲۸ نفر جمعیت دارد.